# Uralvagonzavod
Uralvagonzavod é uma fábrica produtora de carros de combate e outros armamentos bélicos localizada em Nizhny Tagil, Rússia. É um dos maiores complexos tecnológicos e industriais da Rússia, e é a maior produtora de tanques no mundo.
Criada em 1931, na até então União Soviética, a fábrica é a principal fornecedora de tanques ao Exército Russo desde a Segunda Guerra Mundial.

## História
A fábrica foi construída de 1931 a 1936 (durante o Plano Quinquenal), sendo aberta em 11 de outubro de 1936. Inicialmente, produzia vagões de trem.
Após a Invasão da União Soviética pela Alemanha Nazista em 1941, Joseph Stalin ordenou que centenas de fábricas, localizadas na Ucrânia e na parte ocidental da Rússia, fossem movidas para regiões mais afastadas, principalmente para os Montes Urais. Durante a Segunda Guerra Mundial, a fábrica se tornou a maior produtora de tanques do mundo, ao produzir milhares de T-34 ao Exército Vermelho.
Depois da Guerra, a produção de tanques diminuiu consideravelmente. Com isso, a Uralvagonzavod começou a produzir outros tipos de máquinas, desde rurais até espaciais, incluindo a família de foguetes Vostok.
Os tanques T-54A, T-55, T-62, T-72 e T-90 foram projetados e construídos na fábrica. Ela também fabrica o mais novo tanque principal de batalha da Rússia, o T-14 Armata.
Em março de 2022, a Uralvazonzavod precisou interromper a linha de montagem devido aos embargos sofridos pela Invasão da Ucrânia pela Rússia.